# Fazilka
Fazilka is een nagar panchayat (plaats) in het district Fazilka van de Indiase staat Punjab. 

## Demografie
Volgens de Indiase volkstelling van 2001 wonen er 67.424 mensen in Fazilka, waarvan 52% mannelijk en 48% vrouwelijk is. De plaats heeft een alfabetiseringsgraad van 68%. 